# Blandouet-Saint Jean
Blandouet-Saint Jean is een gemeente in het Franse departement Mayenne (regio Pays de la Loire). De plaats maakt deel uit van het arrondissement Laval. Blandouet-Saint Jean is op 1 januari 2017 ontstaan door de fusie van de gemeenten Blandouet en Saint-Jean-sur-Erve. 
1. ↑  Populations de référence 2022.